# 広域中央運動公園陸上競技場
古河市中央運動公園陸上競技場（こがしちゅうおううんどうこうえんりくじょうきょうぎじょう）は、古河市が管理する陸上競技場。

## 概要
もともとは茨城県西南地方の広域利用を目的として旧総和町に整備された古河市中央運動公園に、1988年6月に開設された。公園内には、他に天然芝のサッカーグラウンドであるサッカー広場（スタンドなし）や温水プールなどがある。日本陸連第3種公認競技場。
- 収容人数 3300人（座席数1300・メインスタンドのみ固定座席、他は芝生席）

## 交通アクセス
- JR古河駅より大網行きバス20分。総和中学校前下車徒歩10分